# Leucantigius atayalica
Leucantigius atayalica is een vlinder uit de familie van de Lycaenidae. De wetenschappelijke naam van de soort is voor het eerst geldig gepubliceerd in 1943 door Shirôzu & Murayama.